# (1547) Nele
(1547) Nele est un astéroïde de la ceinture principale.

## Description
(1547) Nele est un astéroïde de la ceinture principale. Il fut découvert le 12 février 1929 à Uccle par Paul Bourgeois. Il présente une orbite caractérisée par un demi-grand axe de 2,64 UA, une excentricité de 0,25 et une inclinaison de 11,7° par rapport à l'écliptique.
Il fut nommé d'après Nele, la femme du personnage de fiction Till l'Espiègle. Nele est un nom frison, diminutif de Cornelia.

## Compléments